# František Duras
František Duras (Jemníky, 29 maart 1852  - Slaný, 21 juli 1931) was een Tsjechisch fotograaf die zich toelegde op zowel portretfotografie als etnografie. Daarnaast was hij amateurtekenaar.

## Biografie
Duras was de zoon van František Duras († 1875), een oorspronkelijk uit Jemnice afkomstig molenaar, en zijn vrouw Marie (meisjesnaam: Chmelíková). Het echtpaar kreeg in totaal negen kinderen, maar zes van de negen stierven op jonge leeftijd.
Duras doorliep de basisschool in Pchery en studeerde vanaf 1860 aan het Piaristgymnasium in Praag. Omdat hij niet goed was in Duits (in die tijd een van de twee hoofdtalen), had hij in het begin problemen met zijn cijfers. Later werden hij en zijn andere Tsjechische klasgenoten opgevangen door professor P. Benno Mathias, die hen bijles Duits gaf. Uiteindelijk koos Duras ervoor om zijn studie te vervolgen op een volledig Tsjechische school. Hij kreeg daar les van onder meer Josef Laužecký, Karel Vladislav Zap en František Jan Zoubek.
In 1866 onderging zijn vader een oogoperatie die verkeerd bleek uit te pakken, waardoor hij blind werd. Hierdoor moest František Duras zijn studie onderbreken en terugkeren naar zijn ouderlijk huis om zijn vaders werk als molenaar over te nemen. Hij ging in de leer als molenaar bij zijn schoonvader Vojtěch Suchopárek, die 40 jaar samen met Duras' vader in de molen had gewerkt. Wel bleef hij actief in het amateurtoneel, vioolspelen en zich interesseren voor geschiedenis. Als afgevaardigde van de Pcher-amateurtoneelvereniging woonde hij op 16 mei 1868 de eerste steenlegging van het Nationaal Theater in Praag bij. Eveneens in 1868 werd de toneelleraar ziek en viel Duras enkele maanden voor hem in. Daarna werkte hij een jaar als vrijwilliger op het landgoed Wallenstein bij Mnichovo Hradiště, waarna hij terugkeerde zijn geboortehuis.

### Carrière
|                                                                                                   |  |  |
| Voor- en achterkant van foto uit Duras' fotostudio (geportretteerde: Josef Františka Frič - 1876) |  |  |

In 1883 opende Duras een fotostudio aan huis in Slaný. Hij legde zich toe op portretfotografie, maar begon zich ook te interesseren in het vastleggen van culturele monumenten en etnografie in de regio Slánsko (waartoe ook Slaný behoort). In 1891 exposeerde Duras op de jaarlijkse Provinciale Tentoonstelling in Praag, waar zijn werk goed werd ontvangen. In 1895 organiseerde hij de Tsjechoslowaakse Etnografische Tentoonstelling in Praag. De curator van het stadsmuseum van Slaný, Václav Štech, was betrokken bij de organisatie.
Op aandringen van het voorbereidend comité van de tentoonstelling, bood František Duras, samen met kunstschilder en fotograaf Ferdinand Velc, aan om monumenten in de omgeving van Slaný te documenteren en tentoonstellingsstukken te verzamelen. In de zomer van 1893 begon het tweetal met het verwezenlijken van dit doel. De foto's van Duras waren een belangrijk onderdeel van de tentoonstelling. Ook leverde hij tekeningen van architecturale elementen en details.
In 1891 was Duras een van de oprichters van de museale en literaire vereniging Palacký. Daarnaast was hij redacteur van het verenigingstijdschrift dat werd uitgegeven onder de naam Slánský obzor, wat uitgroeide tot een bekend tijdschrift.
In 1897 nam Duras deel aan de Economische en Industriële Tentoonstelling in Slaný. Vanaf 1899 was hij dertig jaar lang curator van het stadsmuseum.
Duras heeft ook foto's aangeleverd voor de Inventaris van historische en artistieke monumenten in het Koninkrijk Bohemen van de prehistorie tot het begin van de 19e eeuw, in het bijzonder foto's uit de districten Slánsko, Kladno, Jáchymov en Novopacký.

### Toeristenglub
Hij was een van de oprichters van de Tsjechische toeristenclub, die zich ook nu nog richt op wandelaars en tevens bebording voor wandelaars maakt en beheert.

## Privéleven
Op 17 november 1874 trouwde Duras met Anna Vlková (18 augustus 1857 - 24 april 1888). Kort na het huwelijk verhuurde hij de molen van zijn ouders en verhuisde met zijn vrouw naar Praag. In 1883 verhuisde het echtpaar nogmaals, ditmaal naar Slaný. Uit het huwelijk werden uiteindelijk dertien kinderen geboren, maar slechts twee van zijn kinderen, Marie en Milada, overleefden hun vader. Zoon Antonín, die fotograaf was in Pilsen, stierf door een ongeval in 1909. Zoon Josef was schilder in Pilsen.
Op 5 november 1888, enkele maanden na het overlijden van zijn eerste vrouw, hertrouwde Duras met Marie Poppe uit Roudnice, met wie hij nog negen kinderen kreeg.
Duras overleed op 21 juli 1931 in Slaný.

## Galerij
Enkele door Duras gemaakte foto's:

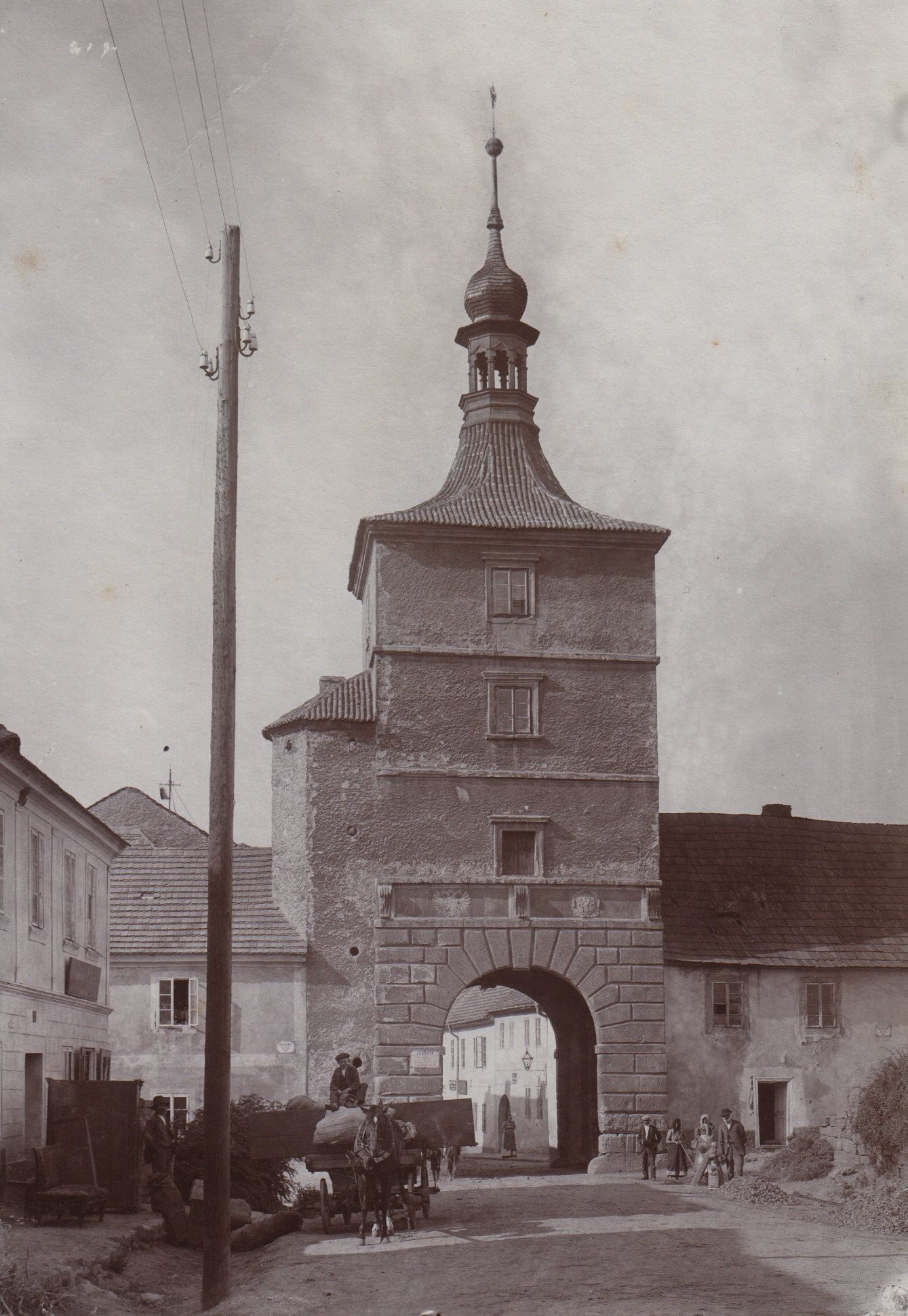
De Praagse poort in Velvary (1905)
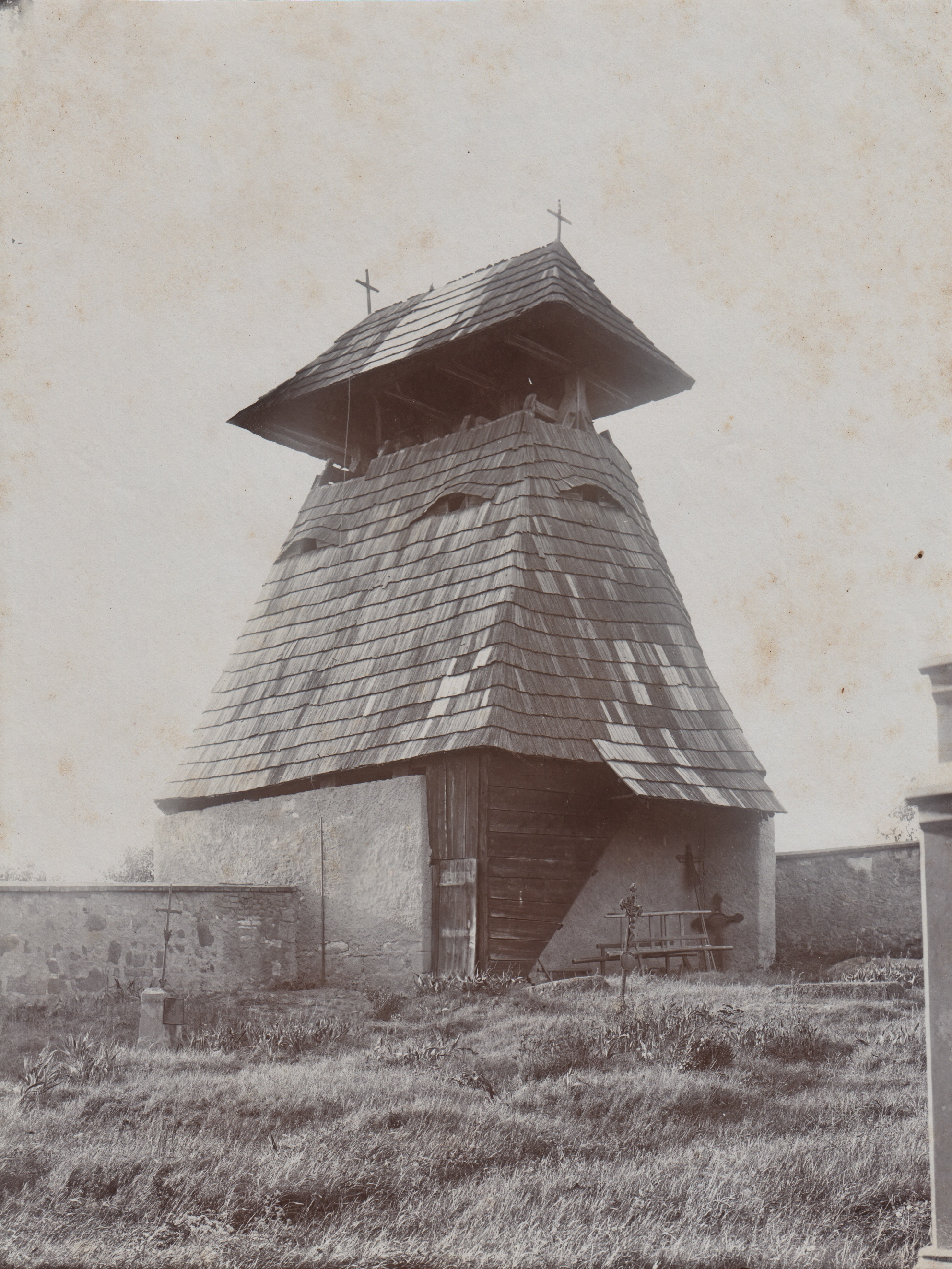
Klokkentoren in Kvílice (1904)
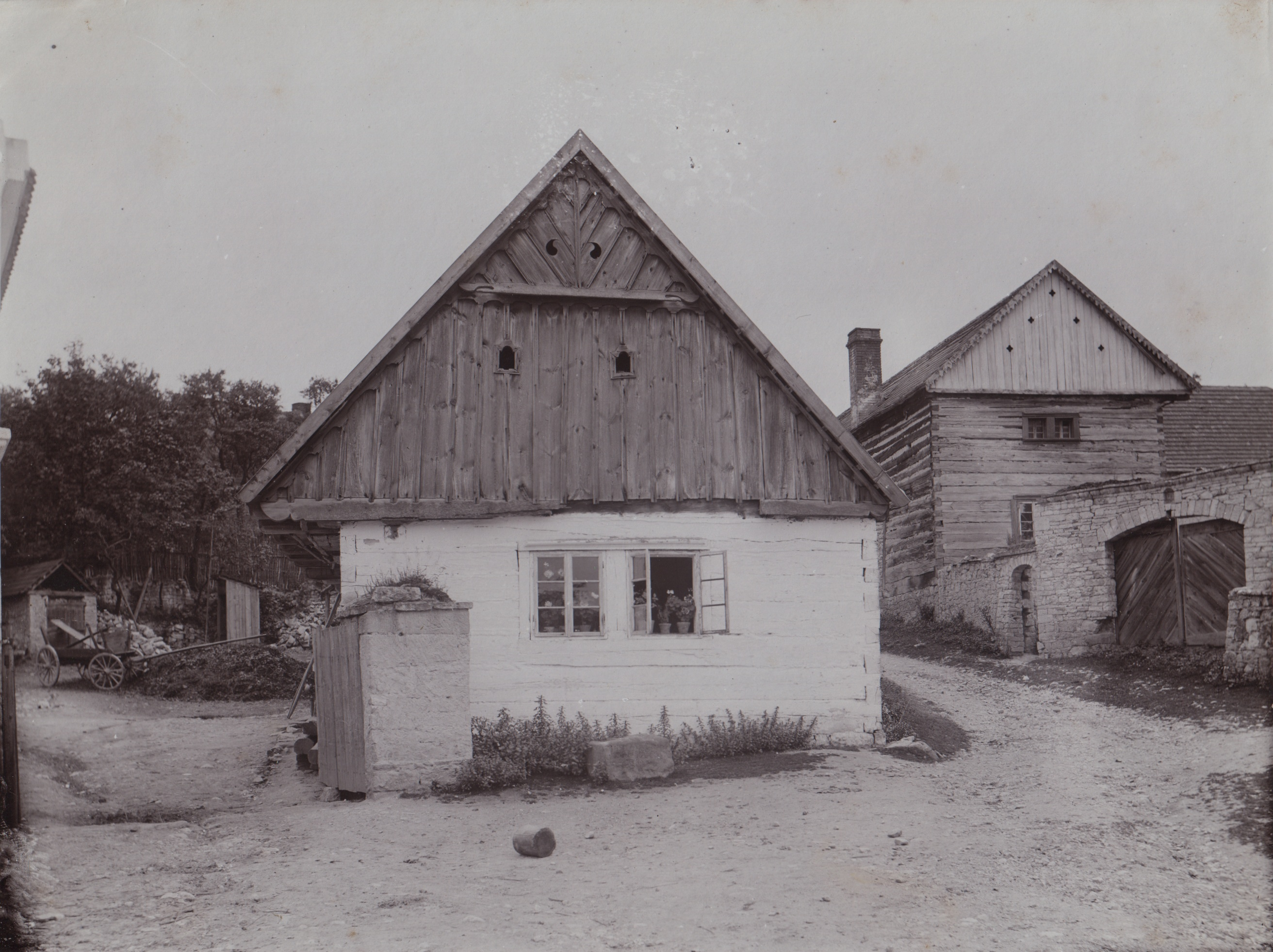
Huizen in Kalivody (1905)
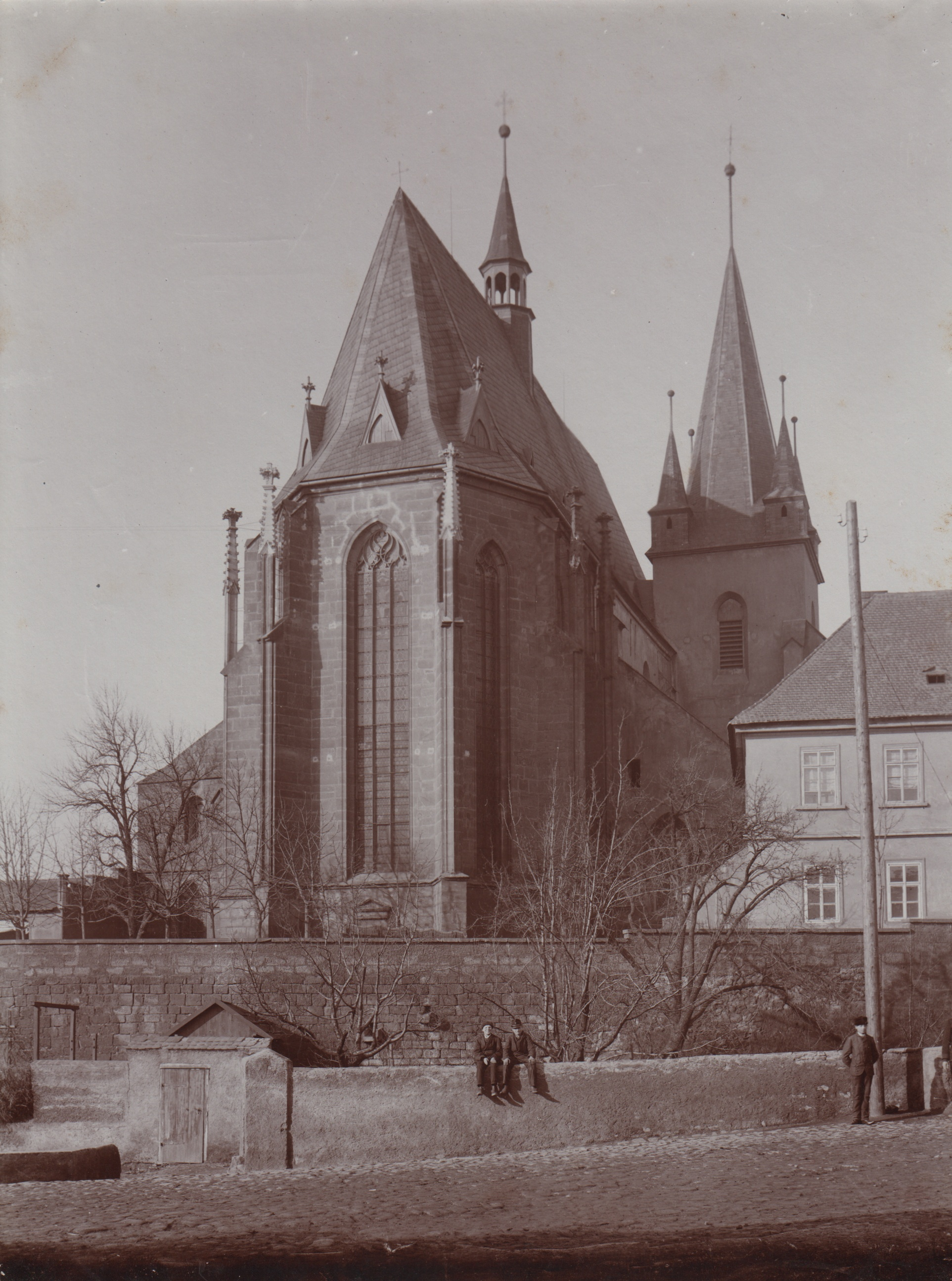
Gothardkerk is Slaný (1905)
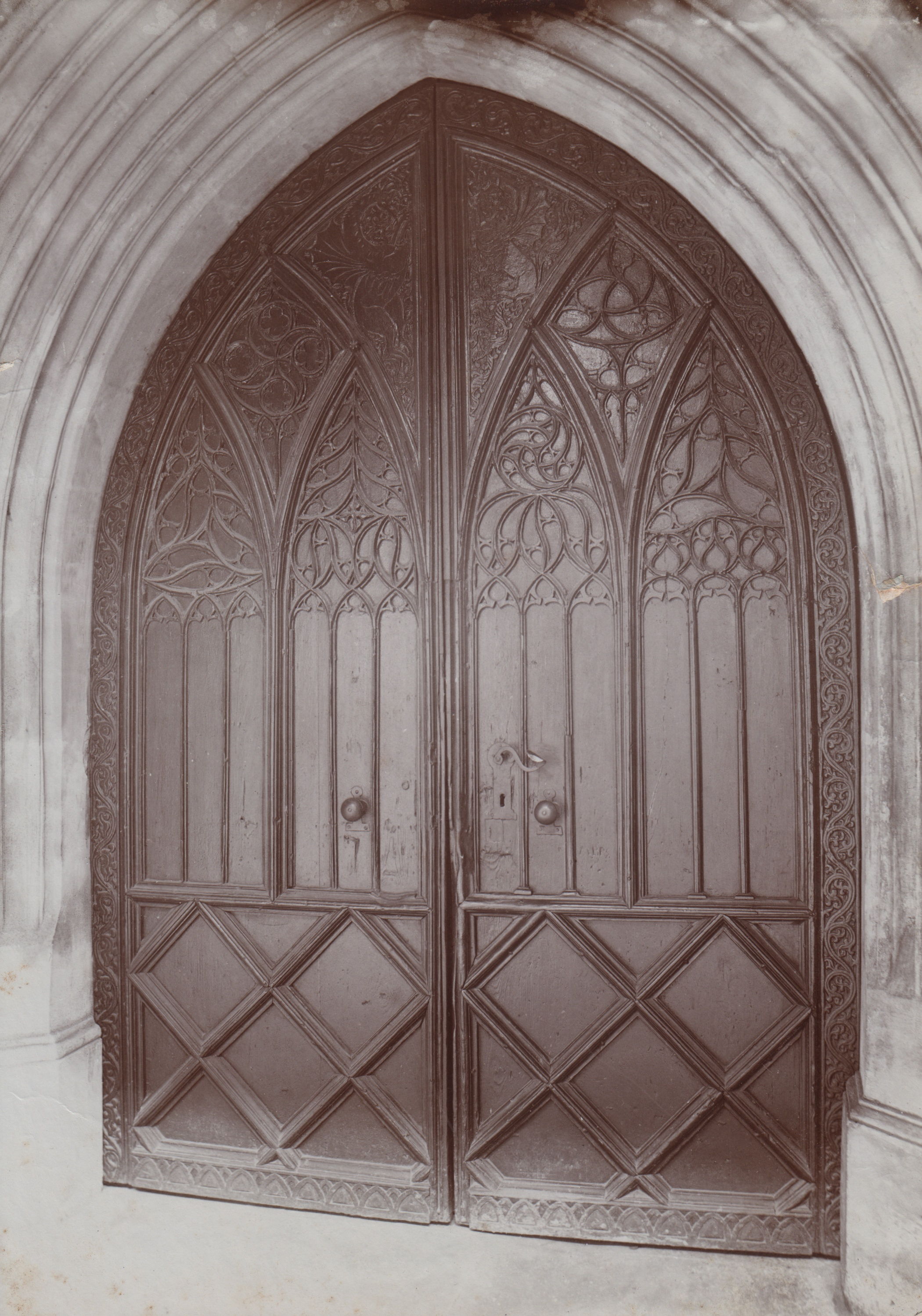
Deuren van de Gothardkerk in Slaný (1905)
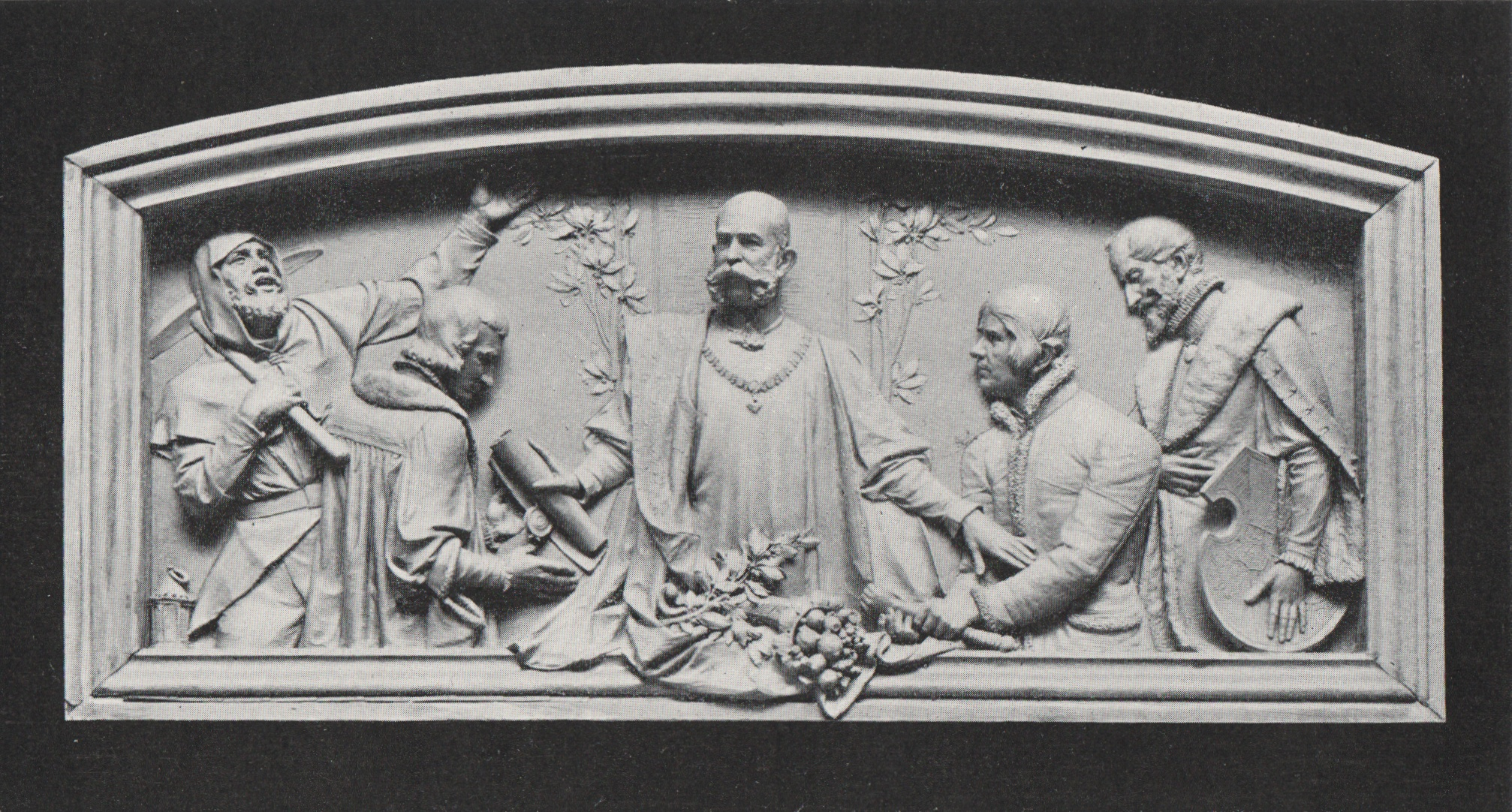
Kunst op een huis in Slaný (1902)
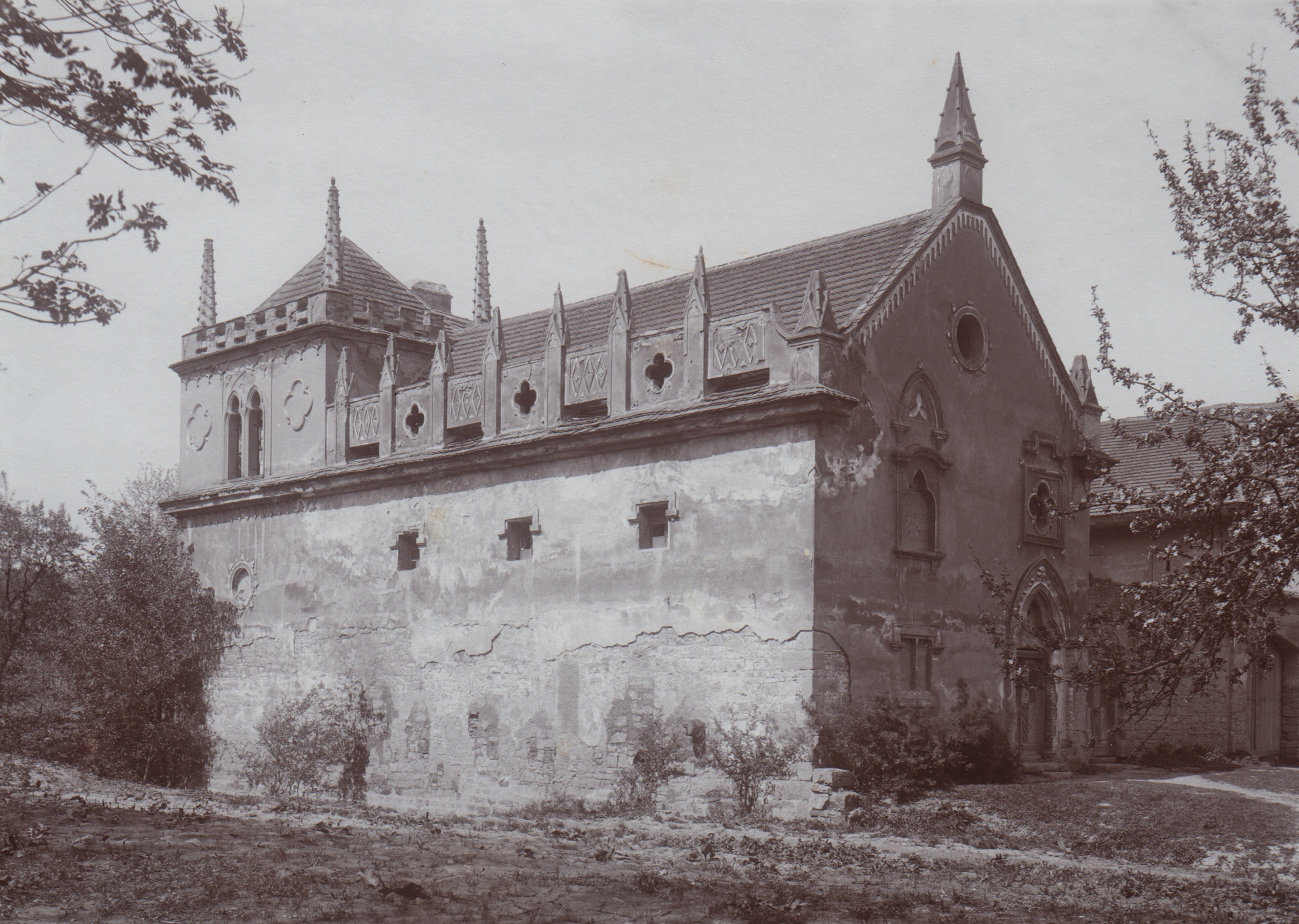
Deel van het kasteelpark in Veltrusy (1904)
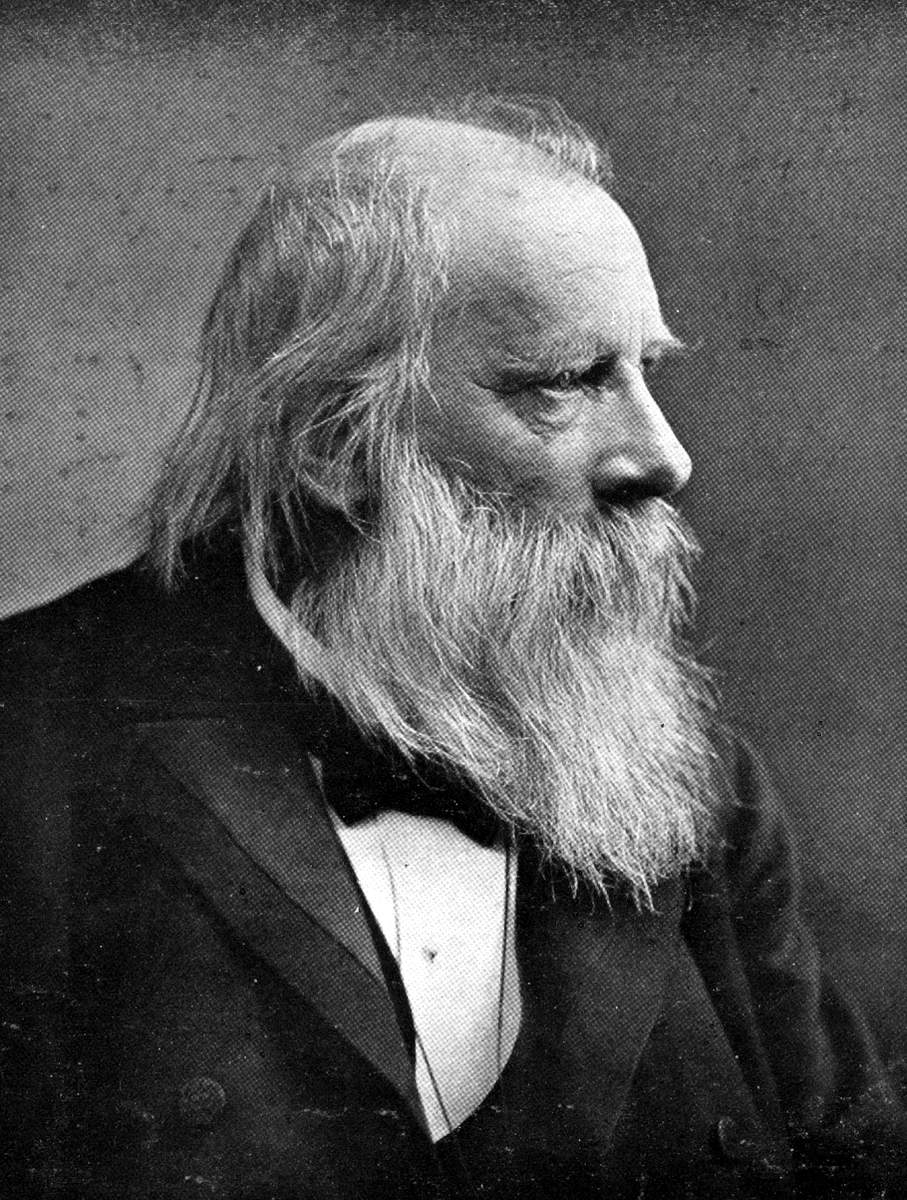
Portretfoto van Jaroslav Vrchlický (1913)